# Iotroata abyssi
Iotroata abyssi är en svampdjursart som först beskrevs av Carter 1874.  Iotroata abyssi ingår i släktet Iotroata och familjen Iotrochotidae. Inga underarter finns listade i Catalogue of Life.